# Mistrzostwa Świata w Piłce Siatkowej Mężczyzn 1990
Mistrzostwa Świata w Piłce Siatkowej Mężczyzn 1990 odbyły się w Brazylii. Trwały od 18 do 28 października 1990.

## Drużyny uczestniczące
| Grupa A                                          | Grupa B                                     | Grupa C                        | Grupa D                      |
| ------------------------------------------------ | ------------------------------------------- | ------------------------------ | ---------------------------- |
| Brazylia Szwecja Czechosłowacja Korea Południowa | Argentyna Holandia Kanada Stany Zjednoczone | ZSRR Francja Japonia Wenezuela | Włochy Kuba Bułgaria Kamerun |

## Faza grupowa

### Grupa A
Rio de Janeiro
Wyniki
| Data  | Drużyna 1      | Wynik | Drużyna 2        | 1     | 2     | 3     | 4     | 5     | * |
| ----- | -------------- | ----- | ---------------- | ----- | ----- | ----- | ----- | ----- | - |
| 18.10 | Brazylia       | 3:0   | Czechosłowacja   | 15:7  | 15:7  | 15:9  |       |       |   |
| 18.10 | Szwecja        | 3:1   | Korea Południowa | 15:8  | 15:11 | 16:17 | 15:10 |       |   |
| 19.10 | Brazylia       | 3:0   | Korea Południowa | 15:8  | 15:4  | 15:7  |       |       |   |
| 19.10 | Szwecja        | 3:2   | Czechosłowacja   | 12:15 | 15:9  | 11:15 | 15:4  | 15:13 |   |
| 20.10 | Brazylia       | 3:2   | Szwecja          | 15:17 | 16:14 | 8:15  | 16:14 | 15:12 |   |
| 20.10 | Czechosłowacja | 3:2   | Korea Południowa | 15:11 | 4:15  | 15:11 | 14:16 | 15:11 |   |

Tabela
| Lp. | Drużyna          | Pkt | Mecze | Mecze | Mecze | Sety | Sety | Sety  |
| Lp. | Drużyna          | Pkt | M     | W     | P     | wyg. | prz. | ratio |
| --- | ---------------- | --- | ----- | ----- | ----- | ---- | ---- | ----- |
| 1   | Brazylia         | 6   | 3     | 3     | 0     | 9    | 2    | 4.500 |
| 2   | Szwecja          | 5   | 3     | 2     | 1     | 8    | 6    | 1.333 |
| 3   | Czechosłowacja   | 4   | 3     | 1     | 2     | 5    | 8    | 0.625 |
| 4   | Korea Południowa | 3   | 3     | 0     | 3     | 3    | 9    | 0.333 |

Źródło: the-sports.org
Punktacja: zwycięstwo – 2 pkt; porażka – 1 pkt
     awans do ćwierćfinałów
     baraże o ćwierćfinał

### Grupa B
Brasília
Wyniki
| Data  | Drużyna 1 | Wynik | Drużyna 2         | 1     | 2     | 3     | 4     | 5 | * |
| ----- | --------- | ----- | ----------------- | ----- | ----- | ----- | ----- | - | - |
| 18.10 | Argentyna | 3:0   | Kanada            | 15:9  | 15:11 | 15:13 |       |   |   |
| 18.10 | Holandia  | 3:0   | Stany Zjednoczone | 15:7  | 15:12 | 15:6  |       |   |   |
| 19.10 | Kanada    | 3:1   | Stany Zjednoczone | 15:13 | 15:11 | 15:17 | 15:13 |   |   |
| 19.10 | Argentyna | 3:0   | Holandia          | 15:7  | 15:3  | 15:7  |       |   |   |
| 20.10 | Holandia  | 3:0   | Kanada            | 15:3  | 15:9  | 15:8  |       |   |   |
| 20.10 | Argentyna | 3:0   | Stany Zjednoczone | 15:3  | 15:8  | 15:7  |       |   |   |

Tabela
| Lp. | Drużyna           | Pkt | Mecze | Mecze | Mecze | Sety | Sety | Sety  |
| Lp. | Drużyna           | Pkt | M     | W     | P     | wyg. | prz. | ratio |
| --- | ----------------- | --- | ----- | ----- | ----- | ---- | ---- | ----- |
| 1   | Argentyna         | 6   | 3     | 3     | 0     | 9    | 0    | MAX   |
| 2   | Holandia          | 5   | 3     | 2     | 1     | 6    | 3    | 2.000 |
| 3   | Kanada            | 4   | 3     | 1     | 2     | 3    | 6    | 0.500 |
| 4   | Stany Zjednoczone | 3   | 3     | 0     | 3     | 1    | 9    | 0.111 |

Źródło: the-sports.org
Punktacja: zwycięstwo – 2 pkt; porażka – 1 pkt
     awans do ćwierćfinałów
     baraże o ćwierćfinał

### Grupa C
Kurytyba
Wyniki
| Data  | Drużyna 1 | Wynik | Drużyna 2 | 1     | 2     | 3    | 4 | 5 | * |
| ----- | --------- | ----- | --------- | ----- | ----- | ---- | - | - | - |
| 18.10 | Japonia   | 3:0   | Wenezuela | 15:6  | 15:4  | 15:8 |   |   |   |
| 18.10 | ZSRR      | 3:0   | Francja   | 15:6  | 15:10 | 15:6 |   |   |   |
| 19.10 | ZSRR      | 3:0   | Japonia   | 15:10 | 15:7  | 15:1 |   |   |   |
| 19.10 | Francja   | 3:0   | Wenezuela | 15:11 | 17:15 | 15:8 |   |   |   |
| 20.10 | Francja   | 3:0   | Japonia   | 15:7  | 15:11 | 15:5 |   |   |   |
| 20.10 | ZSRR      | 3:0   | Wenezuela | 15:4  | 15:2  | 15:7 |   |   |   |

Tabela
| Lp. | Drużyna   | Pkt | Mecze | Mecze | Mecze | Sety | Sety | Sety  |
| Lp. | Drużyna   | Pkt | M     | W     | P     | wyg. | prz. | ratio |
| --- | --------- | --- | ----- | ----- | ----- | ---- | ---- | ----- |
| 1   | ZSRR      | 6   | 3     | 3     | 0     | 9    | 0    | MAX   |
| 2   | Francja   | 5   | 3     | 2     | 1     | 6    | 3    | 2.000 |
| 3   | Japonia   | 4   | 3     | 1     | 2     | 3    | 6    | 0.500 |
| 4   | Wenezuela | 3   | 3     | 0     | 3     | 0    | 9    | 0.000 |

Źródło: the-sports.org
Punktacja: zwycięstwo – 2 pkt; porażka – 1 pkt
     awans do ćwierćfinałów
     baraże o ćwierćfinał

### Grupa D
Brasília
Wyniki
| Data  | Drużyna 1 | Wynik | Drużyna 2 | 1     | 2    | 3     | 4 | 5 | * |
| ----- | --------- | ----- | --------- | ----- | ---- | ----- | - | - | - |
| 18.10 | Włochy    | 3:0   | Kamerun   | 15:4  | 15:3 | 15:10 |   |   |   |
| 18.10 | Kuba      | 3:2   | Bułgaria  | 11:15 | 8:15 | 15:10 |   |   |   |
| 19.10 | Kuba      | 3:0   | Kamerun   | 15:8  | 15:9 | 15:11 |   |   |   |
| 19.10 | Włochy    | 3:1   | Bułgaria  | 15:9  | 15:5 | 12:15 |   |   |   |
| 20.10 | Bułgaria  | 3:0   | Kamerun   | 15:3  | 15:5 | 15:8  |   |   |   |
| 20.10 | Kuba      | 3:0   | Włochy    | 15:13 | 15:9 | 15:8  |   |   |   |

Tabela
| Lp. | Drużyna  | Pkt | Mecze | Mecze | Mecze | Sety | Sety | Sety  |
| Lp. | Drużyna  | Pkt | M     | W     | P     | wyg. | prz. | ratio |
| --- | -------- | --- | ----- | ----- | ----- | ---- | ---- | ----- |
| 1   | Kuba     | 6   | 3     | 3     | 0     | 9    | 2    | 4.500 |
| 2   | Włochy   | 5   | 3     | 2     | 1     | 6    | 4    | 1.500 |
| 3   | Bułgaria | 4   | 3     | 1     | 2     | 6    | 6    | 1.000 |
| 4   | Kamerun  | 3   | 3     | 0     | 3     | 0    | 9    | 0.000 |

Źródło: the-sports.org
Punktacja: zwycięstwo – 2 pkt; porażka – 1 pkt
     awans do ćwierćfinałów
     baraże o ćwierćfinał

## Faza finałowa

### Mecze o miejsca 13-16.
Kurytyba
Wyniki
| Data  | Drużyna 1         | Wynik | Drużyna 2        | 1     | 2     | 3     | 4     | 5 | * |
| ----- | ----------------- | ----- | ---------------- | ----- | ----- | ----- | ----- | - | - |
| 23.10 | Korea Południowa  | 3:0   | Kamerun          | 15:10 | 15:2  | 15:7  |       |   |   |
| 23.10 | Stany Zjednoczone | 3:1   | Wenezuela        | 15:5  | 15:7  | 14:16 |       |   |   |
| 24.10 | Stany Zjednoczone | 3:0   | Korea Południowa | 15:12 | 15:9  | 15:13 |       |   |   |
| 24.10 | Kamerun           | 3:0   | Wenezuela        | 15:4  | 15:7  | 15:13 |       |   |   |
| 26.10 | Stany Zjednoczone | 3:1   | Kamerun          | 15:9  | 15:10 | 10:15 | 15:11 |   |   |
| 26.10 | Korea Południowa  | 3:0   | Wenezuela        | 15:8  | 15:7  | 15:8  |       |   |   |

Tabela
| Lp. | Drużyna           | Pkt | Mecze | Mecze | Mecze | Sety | Sety | Sety  |
| Lp. | Drużyna           | Pkt | M     | W     | P     | wyg. | prz. | ratio |
| --- | ----------------- | --- | ----- | ----- | ----- | ---- | ---- | ----- |
| 1   | Stany Zjednoczone | 6   | 3     | 3     | 0     | 9    | 2    | 4.500 |
| 2   | Korea Południowa  | 5   | 3     | 2     | 1     | 6    | 3    | 2.000 |
| 3   | Kamerun           | 4   | 3     | 1     | 2     | 4    | 6    | 0.667 |
| 4   | Wenezuela         | 3   | 3     | 0     | 3     | 1    | 9    | 0.111 |

Źródło: the-sports.org
Punktacja: zwycięstwo – 2 pkt; porażka – 1 pkt

### Baraże o ćwierćfinał
Brasília
| Data  | Drużyna 1 | Wynik | Drużyna 2      | 1    | 2     | 3     | 4    | 5 | * |
| ----- | --------- | ----- | -------------- | ---- | ----- | ----- | ---- | - | - |
| 23.10 | Holandia  | 3:0   | Japonia        | 15:4 | 15:12 | 15:3  |      |   |   |
| 23.10 | Szwecja   | 0:3   | Bułgaria       | 7:15 | 12:15 | 10:15 |      |   |   |
| 23.10 | Francja   | 3:1   | Kanada         | 15:3 | 12:15 | 17:15 | 15:9 |   |   |
| 23.10 | Włochy    | 3:0   | Czechosłowacja | 15:6 | 16:14 | 15:5  |      |   |   |

### Mecze o rozstawienie
Rio de Janeiro
| Data  | Drużyna 1 | Wynik | Drużyna 2 | 1     | 2     | 3     | 4     | 5     | * |
| ----- | --------- | ----- | --------- | ----- | ----- | ----- | ----- | ----- | - |
| 23.10 | Kuba      | 3:2   | Brazylia  | 13:15 | 16:17 | 15:8  | 15:8  | 15:10 |   |
| 23.10 | Argentyna | 3:2   | ZSRR      | 15:4  | 7:15  | 15:11 | 13:15 | 15:11 |   |

### Mecze o miejsca 9-12.
Brasília
| Data  | Drużyna 1      | Wynik | Drużyna 2 | 1     | 2     | 3     | 4    | 5     | * |
| ----- | -------------- | ----- | --------- | ----- | ----- | ----- | ---- | ----- | - |
| 24.10 | Czechosłowacja | 3:2   | Kanada    | 15:4  | 15:11 | 5:15  | 5:15 | 15:10 |   |
| 24.10 | Szwecja        | 3:0   | Japonia   | 15:10 | 15:8  | 15:11 |      |       |   |

Mecz o 9. miejsce
| Data  | Drużyna 1      | Wynik | Drużyna 2 | 1    | 2    | 3    | 4 | 5 | * |
| ----- | -------------- | ----- | --------- | ---- | ---- | ---- | - | - | - |
| 26.10 | Czechosłowacja | 3:0   | Szwecja   | 15:9 | 15:4 | 15:7 |   |   |   |

Mecz o 11. miejsce
| Data  | Drużyna 1 | Wynik | Drużyna 2 | 1     | 2     | 3    | 4     | 5     | * |
| ----- | --------- | ----- | --------- | ----- | ----- | ---- | ----- | ----- | - |
| 26.10 | Japonia   | 3:2   | Kanada    | 15:13 | 15:13 | 7:15 | 10:15 | 17:16 |   |

### Ćwierćfinały
Rio de Janeiro
| Data  | Drużyna 1 | Wynik | Drużyna 2 | 1     | 2     | 3     | 4     | 5    | * |
| ----- | --------- | ----- | --------- | ----- | ----- | ----- | ----- | ---- | - |
| 26.10 | Kuba      | 3:1   | Holandia  | 8:15  | 15:10 | 11:15 | 17:15 | 15:9 |   |
| 26.10 | ZSRR      | 3:0   | Bułgaria  | 15:12 | 15:4  | 15:11 |       |      |   |
| 26.10 | Brazylia  | 3:0   | Francja   | 15:8  | 15:0  | 15:9  |       |      |   |
| 26.10 | Argentyna | 0:3   | Włochy    | 15:17 | 11:15 | 13:15 |       |      |   |

### Mecze o miejsca 5-8.
Brasília
| Data  | Drużyna 1 | Wynik | Drużyna 2 | 1     | 2     | 3     | 4     | 5     | * |
| ----- | --------- | ----- | --------- | ----- | ----- | ----- | ----- | ----- | - |
| 27.10 | Bułgaria  | 3:2   | Holandia  | 10:15 | 15:11 | 1:15  | 15:10 | 17:15 |   |
| 27.10 | Argentyna | 3:0   | Francja   | 15:13 | 16:14 | 15:11 |       |       |   |

Mecz o 5. miejsce
| Data  | Drużyna 1 | Wynik | Drużyna 2 | 1    | 2     | 3     | 4     | 5     | * |
| ----- | --------- | ----- | --------- | ---- | ----- | ----- | ----- | ----- | - |
| 28.10 | Bułgaria  | 3:2   | Argentyna | 7:15 | 14:16 | 15:10 | 15:12 | 15:10 |   |

Mecz o 7. miejsce
| Data  | Drużyna 1 | Wynik | Drużyna 2 | 1   | 2    | 3    | 4    | 5    | * |
| ----- | --------- | ----- | --------- | --- | ---- | ---- | ---- | ---- | - |
| 28.10 | Holandia  | 3:1   | Francja   | 3:1 | 15:1 | 8:15 | 15:8 | 15:7 |   |

### Mecze o miejsca 1-4.
Rio de Janeiro

#### Półfinały
| Data  | Drużyna 1 | Wynik | Drużyna 2 | 1    | 2     | 3    | 4     | 5     | * |
| ----- | --------- | ----- | --------- | ---- | ----- | ---- | ----- | ----- | - |
| 27.10 | Kuba      | 3:1   | ZSRR      | 7:15 | 15:12 | 15:9 | 15:11 |       |   |
| 27.10 | Brazylia  | 2:3   | Włochy    | 15:6 | 9:15  | 8:15 | 15:8  | 13:15 |   |

#### Mecz o 3. miejsce
| Data  | Drużyna 1 | Wynik | Drużyna 2 | 1    | 2    | 3    | 4 | 5 | * |
| ----- | --------- | ----- | --------- | ---- | ---- | ---- | - | - | - |
| 28.10 | ZSRR      | 3:0   | Brazylia  | 15:8 | 15:8 | 15:4 |   |   |   |

#### Finał
| Data  | Drużyna 1 | Wynik | Drużyna 2 | 1     | 2     | 3    | 4     | 5 | * |
| ----- | --------- | ----- | --------- | ----- | ----- | ---- | ----- | - | - |
| 28.10 | Kuba      | 1:3   | Włochy    | 15:12 | 11:15 | 6:15 | 14:16 |   |   |

## Klasyfikacja końcowa
| Miejsce | Reprezentacja     |
| ------- | ----------------- |
| złoto   | Włochy            |
| srebro  | Kuba              |
| brąz    | ZSRR              |
| 4.      | Brazylia          |
| 5.      | Bułgaria          |
| 6.      | Argentyna         |
| 7.      | Holandia          |
| 8.      | Francja           |
| 9.      | Czechosłowacja    |
| 10.     | Szwecja           |
| 11.     | Japonia           |
| 12.     | Kanada            |
| 13.     | Stany Zjednoczone |
| 14.     | Korea Południowa  |
| 15.     | Kamerun           |
| 16.     | Wenezuela         |